# 大海鹿
大海鹿（学名：Aplysia kurodai），又名黑斑海兔:146，是海鹿目海鹿科海鹿属的一种。

## 分佈
主要分布于新加坡、韩国、中国大陆、台湾。常栖息在潮间带岩礁。